# Saint-Benoît (Ain)
Saint-Benoît [sɛ̃ bənwa] ist ein Dorf und eine ehemalige französische Gemeinde mit 819 Einwohnern (Stand: 1. Januar 2013) im Arrondissement Belley und im Département Ain. Heute ist Saint-Benoît ein Teil der Gemeinde Groslée-Saint-Benoit. Die Einwohner werden Benoitiens genannt.

## Geographie
Saint-Benoît liegt etwa zehn Kilometer südwestlich von Saint-Benoît und etwa 59 Kilometer ostsüdöstlich von Lyon. Hier mündet das Flüsschen Gland in die Rhône.

## Bevölkerungsentwicklung
| Jahr                       | 1962 | 1968 | 1975 | 1982 | 1990 | 1999 | 2007 | 2016 |
| Einwohner                  | 530  | 504  | 486  | 548  | 488  | 582  | 723  | 833  |
| Quellen: Cassini und INSEE |      |      |      |      |      |      |      |      |

## Sehenswürdigkeiten
- Kirche Saint-François in Salles
- Burgruine Les Marches
- Burgruine Neyrieu
- Glandieu-Fälle
- Glandieu